# Клифърд Шул
Клифърд Гленууд Шул (на английски: Clifford Glenwood Shull, произнася се по-близко до Шъл ) е американски физик, носител на Нобелова награда за физика за 1994 г.

## Биография
Роден е на 23 септември 1915 година в Питсбърг, Пенсилвания. Завършва Карнегиевия технически институт в родния си град, след което защитава докторат в Нюйоркския университет. След 1955 година работи в Масачузетския технологичен институт.
Работи в областта на физиката на кондензираната материя, като изследва дифракцията на неутрони и приложението на това явление в изследване на свойствата на кондензираната материя. За това откритие споделя с Бъртрам Брокхауз Нобеловата награда за физика за 1994 г.
Умира на 31 март 2001 година в Медфорд, Масачузетс, на 85-годишна възраст.